# Youri Deliens
Youri Deliens, né le 24 juillet 1977 à Heers,, est un coureur cycliste belge. Professionnel en 2003, il a notamment remporté le Grand Prix de la ville de Saint-Nicolas.

## Palmarès
- 2000
  - Trio normand (avec Chris Deckers et ?)
- 2001
  - 2e étape du Ronde van Zuid-Oost-Vlaanderen
- 2003
  - Grand Prix de la ville de Saint-Nicolas